# (17050) Weiskopf
(17050) Weiskopf (1999 FX45) – planetoida z grupy pasa głównego asteroid okrążająca Słońce w ciągu 3,32 lat w średniej odległości 2,23 j.a. Odkryta 20 marca 1999 roku.